# Pandeidae
Die Pandeidae sind eine marine Familie der Hydrozoen (Hydrozoa). Die Familie umfasst derzeit etwa 75 Arten. Die Gattung Hydrichthys enthält auch Arten, die auf Köpfen von Fischen parasitieren.

## Merkmale
Die Hydroidpolypen sind gewöhnlich stolonal und selten verzweigt. Ein Perisarc kann bis zu einem gewissen Grad entwickelt sein oder auch fehlen. Gelegentlich bildet es eine Pseudohydrothek. Die Tentakeln der Hydranthen sind filiform, die gewöhnlich in einem Kranz, ausnahmsweise auch in zwei oder mehr Kränzen angeordnet sind. Sie können aber auch gleichmäßig verteilt sein oder auch fehlen. Die Vermehrung erfolgt ungeschlechtlich durch Knospung und geschlechtlich hauptsächlich über Medusen. Der Schirm ist hoch-glockenförmig mit oder ohne apikalem Fortsatz. Das Manubrium ist annähernd quadratisch und gewöhnlich relativ groß. Es kann ein Gastralstiel vorhanden sein. Das Manubrium besitzt vier einfache, gezähnelte oder komplex verfaltete Mundlippen. Es sind vier, ausnahmsweise auch acht radiale Kanäle vorhanden, die oft breit und bandartig ausgebildet sind. Mesenterien sind vorhanden oder können auch fehlen. Die Gonaden sitzen am Manubrium in interradialer Position, manchmal erstrecken sie sich auch entlang der radialen Kanäle. Sie können sich aber auch komplett in einer perradialen Position befinden. Sie können glatt oder komplex verfaltet sein. Es sind zwei oder mehr hohle Randtentakeln vorhanden. Die Knollen sind meist konisch oder gelängt, mit oder ohne rudimentäre Tentakeln. Ocelli können vorhanden sein, aber auch fehlen. Das Cnidom besteht aus mikrobasischen Eurytelen.

## Geographisches Vorkommen
Die Vertreter der Familie sind weltweit in allen Meeren verbreitet.

## Systematik
Das Hydrozoa Directory stellt 23 Gattungen zur Familie. Zwei weitere Gattungen wurden bereits von Boero et al. (1991) zur Familie gestellt. 
- Amphinema Haeckel, 1879
- Annatiara Russell, 1940
- Barnettia Schuchert, 1996
- Catablema Haeckel, 1879
- Cirrhitiara Hartlaub, 1914
- Codonorchis Haeckel, 1879
- Eutiara Bigelow, 1918
- Geomackiea Mills, 1985
- Halitholus Hartlaub, 1914
- Hydrichthys Fewkes, 1887[1]
- Ichthyocodium Jungersen, 1912
- Larsonia Boero, Bouillon & Gravili, 1991[1]
- Leuckartiara Hartlaub, 1914
- Merga Hartlaub, 1914 (inkl. Janiopsis Bouillon, 1980 non Janiopsis Rovereto 1899[2])
- Neoturris Hartlaub, 1914
- Nudiclava Lloyd, 1907
- Octotiara Kramp, 1953
- Pandea Lesson, 1837
- Pandeopsis Kramp, 1959
- Pelagiana Borstad & Brinckmann-Voss, 1979
- Perigonella Stechow, 1921
- Stomotoca Agassiz, 1862
- Timoides Bigelow, 1904
- Zanclonia Hartlaub, 1914

### Online
- Hydrozoa Directory